# Písma sveta
Písma sveta – słowacka encyklopedia poświęcona pismom świata, wydana w 1989 roku przez wydawnictwo Obzor. Ukazała się w ramach cyklu wydawniczego „Malá moderná encyklopédia”. Encyklopedię opracowało dwóch słowackich językoznawców: Viktor Krupa i Jozef Genzor. Jest to publikacja popularnonaukowa o charakterze encyklopedycznym.
Jedna z najważniejszych publikacji Jozefa Genzora, lingwisty i tłumacza oraz specjalisty od języków filipińskiego (tagalskiego) i koreańskiego.
Poza właściwą treścią, omawiającą klasyfikację pism, książka zawiera sekcję wprowadzającą Písmo ako druh komunikácie, która została poświęcona m.in. dziejom pisma, relacji między pismem a mową oraz jego rozwojowi. Tekst jest opatrzony próbkami pism, mapami, przeglądami, diagramami oraz bibliografią.